# Aichryson parlatorei
Espèce
Aichryson parlatorei est une espèce de plantes grasses de la famille des Crassulaceae et du genre Aichryson. Elle est endémique des îles Canaries suivantes : Tenerife, Grande Canarie, La Palma, La Gomera et El Hierro.